# مجمع الصناعات الوطنية
مجمع الصناعات الوطنية، المعروف سابقًا باسم مجمع دبي للتقنية، هو مجمع صناعي في دبي، الإمارات العربية المتحدة. أسست في عام 2002. وهي جزء من موانئ دبي العالمية الإمارات العربية المتحدة وتغطي مساحة 21 كيلومترًا مربعًا.

## تاريخ
بدأ مجمع الصناعات الوطنية، وهي جزء من موانئ دبي العالمية الإمارات العربية المتحدة، كمنطقة أرض صناعية محددة قابلة للتأجير في عام 2003. يغطي المشروع بأكمله مساحة قدرها 21,000,000 متر مربع (230,000,000 قدم2)، مع أكثر من 300 مؤسسة صغيرة ومتوسطة تعتبرها موطنًا لها. يتمتع مجمع الصناعات الوطنية بموقع مثالي ضمن القطاع اللوجستي والصناعي في دبي. يوفر المجمع كلاً من قطع الأراضي، والمستودعات، ومساحات المكاتب الرئيسة. وإن قربها من ميناء جبل علي، كونها جزءًا من الممر اللوجستي، وسهولة الوصول إلى مطار آل مكتوم الدولي، والوصول إلى الطرق السريعة الوطنية، يعد أمرًا مفيدًا.

## مشروع مجمع المرافق اللوجستية
تم توقيع اتفاقية استراتيجية بين مجموعة الدار العقارية «الدار» مع مجموعة موانئ دبي العالمية «دي بي ورلد»، في عام 2024 لتمويل وتطوير مشروع لبناء مجمّع للمرافق اللوجستية من الدرجة الأولى، ضمن مجمّع الصناعات الوطنية بمساحة 1.55 مليون قدم مربع وذلك بهدف تطوير وتأجير الأصول اللوجستية ،وتلبية الطلب القوي على المستودعات ومرافق التخزين،من قبل مزودي الخدمات اللوجستية المقدمة من طرف ثالث (3PL)، وشركات التجارة الإلكترونية، وتجار التجزئة الراغبين بالانتقال إلى المجمّع. ومن مزايا المجمع حصوله على شهادة الريادة في الطاقة والتصميم البيئي (LEED) ومساحته التي تبلغ 2.36 مليون قدم مربع، وتوفر المرونة لتعديل مساحاته وفق الطلب ومن المقرر أن يتم تجهيز المجمع خلال الربع الأخير من عام 2025.

## حملة “اصنع في الإمارات”
يساهم المجمع من خلال بنيته التحتية المتطورة في تعزيز منتجات حملة “اصنع في الإمارات” التي انطلقت في عام 2021 لتشجيع الشركات العالمية على تصنيع منتجاتها محليًا.،وزيادة الاعتماد على الموارد الوطنية عبر دعم النشاط الصناعي وتحقيق الاستراتيجية الصناعية لدولة الإمارات “مشروع 300 مليار”.

## روابط خارجية
- الموقع الرسمي